# Kozlovka (Nijni Nóvgorod)
Kozlovka - Козловка (rus) - és un poble de l'óblast de Nijni Nóvgorod, a Rússia, segons el cens del 2010 tenia 90 habitants, pertany al municipi de Bortsurmani.